# فاطمة الوهيبي
فاطمة الوهيبي ناقدة وباحثة سعودية، وهي أستاذة في الأدب في جامعة الأميرة نورة بنت عبد الرحمن في الرياض، ولها العديد من الإصدارات النقدية من بينها كتاب (الظل: أساطيره وامتداداته المعرفية والإبداعية) الذي فاز بنسخته الفرنسية بجائزة الملك عبد الله بن عبدالعزيز العالمية للترجمة في دورتها الخامسة للعام 2011، هي حاصلة على العديد من الجوائز من بينها جائزة نادي الرياض الأدبي للدراسات النقدية عن الشعر السعودي للعام 1426هـ (2005م) مناصفة عن كتابها (دراسات في الشعر السعودي).

## التعليم
- حاصلة على درجة دكتوراه الفلسفة في اللغة العربية وآدابها من جامعة الملك سعود في الرياض عام 1422هـ (2001م) في تخصص اللغة العربية (نقد).

## العمل
أستاذة الأدب في كلية الآداب بجامعة الأميرة نورة بنت عبد الرحمن.

## الكتابة الصحفية
كتبت زاوية أسبوعية اسمها (رفيف) في المجلة الثقافية التي تصدر عن صحيفة الجزيرة السعودية.

## إصدارات
- (نقد النثر في القرنين الرابع والخامس الهجريين) صدر عام 1991.
- (مسرحة التراث في الأدب المسرحي السعودي) صدر عام 1995. وهو عبارة عن «دراسة فنية حول مسرحة التراث في الأدب المسرحي السعودي وليس تأريخاً للمسرح وإن كانت قدمت مقدمة تاريخية قصيرة إلا أن المؤلفة تؤكد في هذه المقدمة على أنها لا تسعى لتأريخ المسرح السعودي».[6] ورصدت المؤلفة حركة النشر المسرحي السعودية مبينةً أن أوائل المسرحيات السعودية التي نشرت كانت منشورة خارج المملكة وكتب بعضها خارج المملكة، حيث أصدر حسين سراج مسرحيته (الظلم نفسه) في الأردن عام 1932م، ثم أصدر مسرحيته الثانية (جميل بثينة) عام 1942م في الأردن أيضاً، ثم جاء بعده أحمد عبد الغفور عطار ليصدر مسرحية الهجرة عام 1946م.
- (نظرية المعنى عند حازم القرطاجني) صدر عام 2002.
- (دراسات في الشعر السعودي) صدر عام 2005.[7]
- (المكان والجسد والقصيدة: المواجهة وتجليات الذات) صدر عام 2005.[8]
- موسوعة مكة المكرمة الجلال والجمال الجزء الثاني [بالاشتراك مع آخرين] صدر عام 2005.[9]
- (الظل: أساطيره وامتداداته المعرفية والإبداعية) صدر عام 2008.[10]
- (الظل: أساطيره وامتداداته المعرفية والإبداعية) الترجمة الفرنسية. ترجمة الدكتور نبيل رضوان، وصدرت عام 2011.
- (الجمال والعنف: البنى التصورية والطقس القرباني) صدر عام 2015.[11]
- (القتل بالشعر دراسة في سيميوطيقا الثقافة: الدامغة لجرير بوصفها علامة) صدر عام 2016.[12]

## تكريم وجوائز
- 2005: فاز كتابها (دراسات في الشعر السعودي) بجائزة نادي الرياض الأدبي للدراسات النقدية عن الشعر السعودي للعام 1426هـ.
- 2005: فاز كتابها (المكان والجسد والقصيدة: المواجهة وتجليات الذات) بجائزة الشيخ محمد صالح باشراحيل للإبداع الثقافي في دورتها الثانية فرع النقد والدراسات الأدبية.
- 2009: كرمتها اثنينية عبد المقصود خوجة.[13]
- 2011: فازت ترجمة كتابها (الظل: أساطيره وامتداداته المعرفية والإبداعية) بجائزة الملك عبد الله بن عبد العزيز العالمية للترجمة في دورتها الخامسة.[14]

## قالوا عنها
قال عنها الأستاذ الدكتور صالح زياد في مقال (التي فتنتها المعرفة): «تنتمي الدكتورة فاطمة الوهيبي إلى ذلك الطراز الأكثر امتيازاً من أهل العلم الذين أخلصوا أنفسهم للمعرفة، وانكبوا عليها انكباباً. فهي أفق مشرع على البحث والتدقيق والاكتشاف والمراجعة، وقلم دافق بالمعنى والعمق والأسئلة ونفاذ البصيرة. وهي إلى ذلك كله على مستوى راق من النبل الإنساني والنزاهة ونقاء الضمير مع صلابة في الرأي وصرامة في المنطق وحس عال بالمسؤولية. ولهذا أغنتنا الدكتورة فاطمة بجهدها المعرفي والأكاديمي المتميز في حقل اختصاصها النقدي الأدبي...حين تُذْكَر فاطمة الوهيبي نذكر تلك الأسماء البارزة من نساء المملكة اللاتي صنعن بجهدهن العلمي البطولة الأنثوية، وثابرن لحفر بصمة الإنجاز الفائق في مساحة العالم التي لا تكترث إلا بالفكر المُنْتِج».
وقال عنها الدكتور عالي القرشي في مقال (الإبداع المتجدد والمغامرة الفكرية الرابحة): «إن فاطمة الوهيبي اسم يجعلنا نقف أمام منجز لأبناء هذا البلد يتخطى المألوف والمكرور، ويشتغل على المغامرة الواثقة والاكتشاف الباهر، ويجعل الأكاديمي في مأمن من ألسنة النقد الحاد للبوابات والأطر التي تكتنف حدود أبحاثه».